# 马桑日莱维托
马桑日莱维托（法語：Massingy-lès-Vitteaux，法語發音：[masɛ̃ʒi lɛ vito]，意为“维托附近的马桑日”）是法国科多尔省的一个市镇，属于蒙巴尔区。

## 地理
马桑日莱维托（47°23'56"N, 4°34'55"E）面积9.27 平方千米，位于法国勃艮第-弗朗什-孔泰大區科多尔省，该省份为法国中东部省份，北起奥布省，西接涅夫勒省和约讷省，南至索恩-卢瓦尔省，东南接汝拉省，东临上索恩省，东北部与上马恩省接壤。
与马桑日莱维托接壤的市镇（或旧市镇、城区）包括：维勒贝尔尼、萨夫尔、奥克苏瓦地区维利、维托。

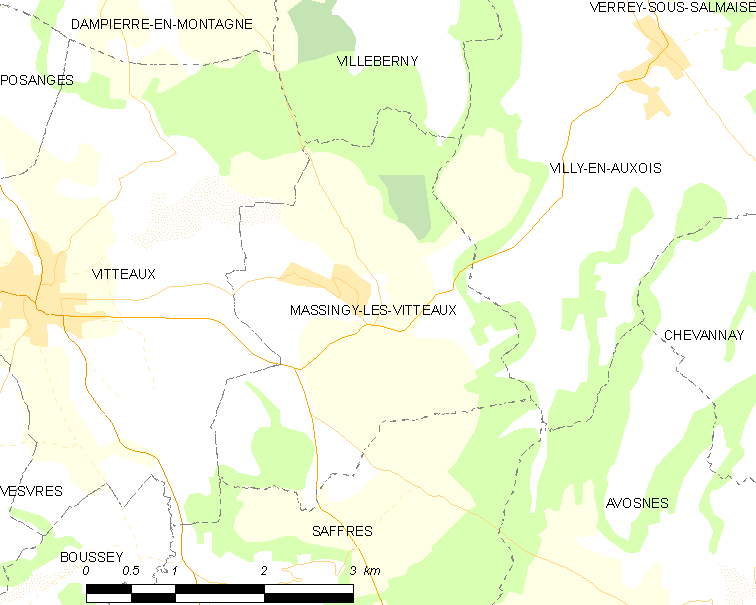
马桑日莱维托的OSM定位图

马桑日莱维托的时区为UTC+01:00、UTC+02:00（夏令时）。

## 行政
马桑日莱维托的邮政编码为21350，INSEE市镇编码为21395。

## 政治
马桑日莱维托所属的省级选区为欧苏瓦地区瑟米尔县。

## 人口

1962-2008年间马桑日莱维托人口变化图示

马桑日莱维托于2022年1月1日时的人口数量为92人。